# ディーパー・アンド・ディーパー
「ディーパー・アンド・ディーパー」(Deeper and Deeper)は、マドンナの楽曲。5枚目のスタジオ・アルバム『エロティカ』から2枚目のシングル・カットとして発売された。
ミュージック・ビデオにはウド・キアをはじめ、デビ・メイザー、チ・チ・ラルー、ソフィア・コッポラが出演。ビデオはボビー・ウッズにより監督され、アンディー・ウォーホルやルキノ・ヴィスコンティにオマージュを捧げた内容となっている。
Billboard Hot 100では最高位7位、チャートには17週入った。

## 収録曲
日本盤 EP
1. ディーパー・アンド・ディーパー (シェプズ・ディープ・メイクオーヴァー・ミックス)
2. ディーパー・アンド・ディーパー (デイヴィッド・クラブ・ミックス)
3. ディーパー・アンド・ディーパー (シェプズ・クラシック・12インチ)
4. ディーパー・アンド・ディーパー (シェプズ・フィアース・ディーパー・ダブ)
5. ディーパー・アンド・ディーパー (デイヴィッド・ラヴ・ダブ)
6. ディーパー・アンド・ディーパー (シェプズ・ディープ・ビーツ)
7. バッド・ガール (エクステンデッド・ミックス)
8. エロティカ (ケンルー・B-BOY・インストゥルメンタル)
9. エロティカ (アンダーグラウンド・トライバル・ビーツ)
10. エロティカ (WO・ダブ)
11. エロティカ (ハウス・インストゥルメンタル)
12. エロティカ (ベース・ヒット・ダブ)

デジタルシングル
| #   | タイトル                                                                               | 作詞 | 作曲・編曲 | 時間 |
| --- | -------------------------------------------------------------------------------------- | ---- | ---------- | ---- |
| 1.  | 「ディーパー・アンド・ディーパー（7インチ・エディット）」                              |      |            | 4:56 |
| 2.  | 「ディーパー・アンド・ディーパー（シェップズ・ディープ・メイクオーヴァー・ミックス）」 |      |            | 9:07 |
| 3.  | 「ディーパー・アンド・ディーパー（デイヴィッドズ・クラブ・ミックス）」                 |      |            | 7:39 |
| 4.  | 「ディーパー・アンド・ディーパー（シェップズ・クラシック・12インチ）」                 |      |            | 7:26 |
| 5.  | 「ディーパー・アンド・ディーパー（シェップズ・フィアース・ディーパー・ダブ）」         |      |            | 5:59 |
| 6.  | 「ディーパー・アンド・ディーパー（デイヴィッドズ・ラヴ・ダブ）」                       |      |            | 5:37 |
| 7.  | 「ディーパー・アンド・ディーパー（シェップズ・ディープストゥメンタル）」               |      |            | 6:00 |
| 8.  | 「ディーパー・アンド・ディーパー（デイヴィッドズ・ディーパー・ダブ）」                 |      |            | 5:24 |
| 9.  | 「ディーパー・アンド・ディーパー（シェップズ・ディーパー・ダブ）」                     |      |            | 6:09 |
| 10. | 「ディーパー・アンド・ディーパー（シェップズ・ディープ・ベース・ダブ）」               |      |            | 5:00 |
| 11. | 「ディーパー・アンド・ディーパー（シェップズ・ディープ・ビーツ）」                     |      |            | 2:58 |
| 12. | 「ディーパー・アンド・ディーパー（インストゥルメンタル）」                             |      |            | 5:34 |

## チャート
| チャート (1992–1993年)                              | 最高順位 |
| --------------------------------------------------- | -------- |
| オーストラリア (ARIA)                               | 11       |
| オーストリア (Ö3 Austria Top 40)                    | 30       |
| ベルギー (Ultratop 50 Flanders)                     | 10       |
| カナダ シングル小売 (The Record)                    | 1        |
| カナダ トップシングルス (RPM)                       | 2        |
| カナダ コンテンポラリー・ヒット・ラジオ(The Record) | 2        |
| カナダ アダルト・コンテンポラリー (RPM)             | 21       |
| カナダ ダンス/アーバン (RPM)                        | 1        |
| デンマーク (IFPI)                                   | 8        |
| ヨーロッパ (European Hot 100 Singles)               | 9        |
| ヨーロッパ (European Dance Radio)                   | 2        |
| フィンランド (Suomen virallinen lista)              | 2        |
| フランス (SNEP)                                     | 17       |
| ドイツ (GfK Entertainment charts)                   | 26       |
| アイスランド (Íslenski Listinn Topp 40)             | 13       |
| アイルランド (IRMA)                                 | 7        |
| イタリア (Musica e dischi)                          | 1        |
| オランダ (Dutch Top 40)                             | 17       |
| オランダ (Single Top 100)                           | 20       |
| ニュージーランド (Recorded Music NZ)                | 9        |
| スウェーデン (Sverigetopplistan)                    | 22       |
| スイス (Schweizer Hitparade)                        | 23       |
| UK シングルス (OCC)                                 | 6        |
| UK ダンス・シングル・チャート (Music Week)          | 2        |
| UK クラブ・チャート (Music Week)                    | 15       |
| US Billboard Hot 100                                | 7        |
| US Dance Club Songs (Billboard)                     | 1        |
| US Dance Singles Sales (Billboard)                  | 1        |
| US Pop Airplay (Billboard)                          | 2        |
| US Rhythmic (Billboard)                             | 14       |

| チャート (1993年)                             | 順位 |
| --------------------------------------------- | ---- |
| ベルギー (Ultratop 50 Flanders)               | 95   |
| カナダ トップ・シングルス (RPM)               | 34   |
| カナダ ダンス/アーバン (RPM)                  | 31   |
| オランダ (Dutch Top 40)                       | 158  |
| 米国 ビルボードHot 100                        | 66   |
| 米国 Hot Dance Music Club Songs (Billboard)   | 17   |
| 米国 Hot Dance Maxi-Singles Sales (Billboard) | 28   |

| チャート (1990–1999年)     | 順位 |
| -------------------------- | ---- |
| カナダ (Nielsen SoundScan) | 71   |